# イエメニア626便墜落事故
イエメニア626便墜落事故（イエメニア626びんついらくじこ）は、2009年6月30日、サヌア国際空港発ジブチ国際空港経由プリンス・サイード・イブラヒーム国際空港（コモロ諸島）行きのイエメニア626便がコモロに近いインド洋上に墜落し、乗員乗客152名が死亡した航空事故である。唯一の生存者バヒア・バカリは、13時間海上に浮かんだ後に残骸にしがみついているところを発見された。彼女は同年7月23日に退院した。
事故に関する最終報告書は、パイロットの不適切な飛行操作入力が失速をもたらしたと結論づけた。同書はまた、乗員が機体から発せられる警告に反応しなかった点を指摘した。

## 626便の概要

### 機体
626便は双発ジェット機のエアバスA310-324であり、機体記号は7O-ADJ、製造番号535として1990年に製造された。同機は19年3ヵ月間就航し、事故時点での累計飛行時間は53,587時間、飛行回数は18,129回であった。
インターナショナル・リース・ファイナンスにより所有された事故機は、最初に1990年5月30日にエア・リベルテにて就役した。代々の運航会社にリースされた後、1999年にイエメニアにリースされて7O-ADJに再登録され、事故まで同社にて就航していた。
フランス運輸相のドミニク・ビュスロは、事故機はフランス民間航空局により2007年に検査され、多くの欠陥が発見されていたが、それ以来同機はフランスに戻らなかったため、当局により検査されることはなかったと報告した。

### 乗員と乗客
626便のパイロットらは全員イエメン人であり、機長と副操縦士、航空機関士の3名で構成されていた。客室乗務員はイエメン人3名、モロッコ人2名、エチオピア人とインドネシア人、フィリピン人1名ずつであった。
機長は1989年からイエメニアで雇用され、2005年にA310型機の機長になった。彼の飛行時間は7,936時間、そのうち5,314時間はA310型機のものであり、モロニには以前まで25回の飛行経験があった。副操縦士は1980年から在籍し、2004年にA310型機の操縦資格を与えられた。彼の飛行時間は3,641時間、そのうち3,076時間は同型機のものであり、モロニには13回の飛行経験があった:11–12。
626便には乗員11名と乗客142名が搭乗していた。多くの乗客はコモロまたはフランス国籍だと考えられている。そのほか、カナダ、エチオピア、インドネシア、モロッコ、イスラエル、フィリピン、イエメン国民もまた搭乗していた。空港の資料によると、乗客のうち66名はフランス国籍だが、彼らの多くはフランスとコモロの二重国籍者であった。乗客の多くは、コモロ人口が多いフランスの都市マルセイユの住民の可能性があり、休暇のため故郷へ向かっていた（事故が起きた週はフランスの生徒らにとって夏季休暇の始まりとなっていた）。そのほか2名の乗客はヨーロッパ人だと言われている。

## 経緯
626便はサヌア国際空港を出発し、ジブチ国際空港を経由後、現地時間の6月30日2時30分にプリンス・サイード・イブラヒーム国際空港に着陸予定だった。墜落は2009年6月30日の夜、インド洋グランドコモロ島の北、到着空港から数分の地点で起きた。626便は空港にアプローチしており、滑走路2に着陸する予定であった。しかし、機体はアプローチに旋回を必要とするポイントを通過し続けた後、北に向かって左旋回しコースを外れた。626便はその後失速し、海に墜落した。空港にいた匿名の国連関係者は、通信が途絶える前に626便が着陸態勢であるという連絡を管制塔は受けたとしている。季節外れの強い寒冷前線がコモロ諸島を通過したことで、時速64キロで吹き荒れる強風と、軽度から中程度の乱気流にとって好都合な条件をもたらした。イエメン民間航空局副局長Mohammed Abdul Qaderは、626便着陸時の風速は時速61キロであったと述べた。
イエメン当局の関係者は不正を疑わなかった。イエメニアにとってこれは3度目の事故であり、以前の2件は、機体は破損したが犠牲者を伴わない滑走路への進入であった。

## 捜索と回収
コモロ警察によると、同国は海上救助能力を有していなかった。そのため、フランスの軍用機2機と艦艇1隻が、626便の公式な捜索を開始した。コモロ群島は、フランス領でありコモロ連合ではないマヨットを含む。残骸はミツァミウリの沖合にて見分けられ、数体の遺体や海に浮かぶ大量の瓦礫などを含んでいた。

### 生存者発見
マルセイユの14歳の少女バヒア・バカリ（Bahia Bakari）は、遺体と残骸のなかの破片のひとつにしがみついているところを見つかり救出された。彼女は、地元の漁師らとコモロ当局が派遣した高速艇による救助努力の間に見つかり、遺体で発見された母親と旅行していた。「墜落後しばらくは生存者がいて話し声が聞こえたが、夜になると聞こえなくなった。」と証言した彼女は、7月23日にパリの病院を退院した。

### その後の捜索
唯一の生存者救出と同時に5人の遺体が回収された。別の22人の遺体は、2009年7月の第2週にタンザニアのマフィア島から回収され、ダルエスサラームの病院に搬送された。
7月5日、626便のフライトデータレコーダー（FDR）からの信号が検知された。レコーダーの位置がかなりの深度にあったため、フランス海軍は8月に始まる回収作戦のためにROVを展開すると発表した。FDRは最終的に、1,200メートル深海のインド洋から8月28日に回収された一方、コックピットボイスレコーダーはその翌日に回収された。

## 事故調査
フランス航空事故調査局（BEA）は事故原因の調査を支援するため、エアバスの専門家とともに調査チームを派遣した。イエメンも技術班をモロニに派遣した一方、イエメン運輸相が率いる調査委員会が設立された。BEAは、メモリーカードの腐食のため、コックピットボイスレコーダーからのすべてのデータを復元できなかったと記録した。調査の初期の結果は、事故原因としてのパイロットエラーを指摘し、コモロとイエメン当局から異論が上がった。
2013年6月25日、コモロの調査委員長Bourhane Ahmed Bourhaneは、「不安定な機動」の間における「パイロットの不適切な行動による事故」であったと発表した。犠牲者の遺族らは最終報告書に抗議するため、その3日後のパリにてデモを呼び掛けた。イエメン・ポスト紙によれば、不正行為を示すいかなる証拠が不足しているにもかかわらず、イエメンは機体が取り壊されたと疑っている。
調査報告書は、事故はパイロットの不適切な行動により引き起こされ、機体が回復できない失速をもたらしたと断定した。不安定なアプローチは対地接近、機体の立体配置、失速など多種の警報を引き起こした。パイロットは操縦に集中しており、ストレスを感じ、様々な警告に的確に対応できなかった。事故に寄与したものは、風の強い気象条件、訓練と飛行前の操縦士のブリーフィング不足、そして機首の引き上げ警報に正しく対応できなかった点であった:72。

## 論争
ビュスロ運輸相は、「その技術設備に一定の不正があると考えていた」ため、数年前にフランスは自国領からこの機体の出入りを禁じたと述べた。しかし、イエメン運輸相Khaled Ibrahim Alwazirは、同機は国際的標準に一致しており、イエメンにてエアバス社の専門家とともに「包括的な視察」が着手されたと宣言した。626便の犠牲者に哀悼を捧げるため、フランスのコモロ人はパリにて行進した。彼らはまたイエメニアの運航を中断させ、同社の安全記録に対しフランスの空港にて抗議し、搭乗またはチェックインから乗客を妨げた。結果として、イエメニアはマルセイユからの全便の運航と、サヌア－モロニ間の全追加便を無期限に停止した。